# Glicofosfopeptical
Glicofosfopeptical é um fármaco utilizado como imunoestimulante.